# Rudolf Schmidt (historien)
Pour les articles homonymes, voir Rudolf Schmidt (artiste) et Rudolf Schmidt.
Rudolf Schmidt (né le 5 février 1875 à Dillingen, arrondissement de Sarrelouis et mort le 22 octobre 1943 à Eberswalde) est un journaliste brandebourgeois, historien local et historien régional.

## Biographie
Après une formation de libraire (de 1890 à 1892 à Neustadt an der Weinstrasse) puis une activité d'éditeur, Rudolf Schmidt s'installe à Eberswalde en 1903. Il travaille comme rédacteur à l'Eberswalder Zeitung pendant 17 ans, puis à l'Oberbarnimer Kreisblatt pendant sept ans. Son travail journalistique le conduit à des recherches locales. En 1904, il commence à collecter, visualiser et organiser des informations et des écrits, qu'il utilise plus tard pour ses nombreuses publications sur l'histoire régionale des districts brandebourgeois du Haut-Barnim, Angermünde (de) et Templin. Jusqu'en 1940, il rédige 57 publications personnelles. En 1904, Rudolf Schmidt fonde l'Eberswalder Heimatseiten, qui est ensuite reprise dans la revue scientifique régionale Brandenburg. Vers 1907, il est éditeur d'une publication d'histoire locale de la région. À partir de 1920, il compile, à la demande de l'administrateur de l'arrondissement du Haut-Barnim de l'époque, une histoire de cet arrondissement en 16 volumes (Heimatbücher des Kreises Oberbarnim). À partir de 1922, il reçoit la rédaction des calendriers des arrondissements du Haut-Barnim, Angermünde, Templin et de Basse-Lusace.
L'œuvre la plus connue de Schmidt est la Geschichte der Stadt Eberswalde en deux volumes, qui est encore aujourd'hui considérée comme un ouvrage de référence. À Eberswalde, Rudolf Schmidt est très apprécié pour sa description à la fois vivante et factuelle de la ville et de ses environs. Fait inhabituel pour un historien local, Schmidt veille toujours à étayer ses déclarations par de nombreuses citations de sources contenues dans ses œuvres. C'est pourquoi certaines de ses œuvres ont encore aujourd'hui une valeur scientifique. La tombe de Rudolf Schmidt se trouve au cimetière forestier d'Eberswalde.
Le legs de Schmidt est désormais conservée à la bibliothèque de la ville et d'État de Potsdam (de) ainsi qu'aux archives de l'arrondissement de Barnim. Outre des livres, des journaux et des revues, il comprend également une collection de cartes historiques, des manuscrits, des collections de matériaux, de la correspondance et des photographies. Sa bibliothèque privée, qu'il a appelée Bibliotheca Brandenburgica, constitue désormais une collection distincte et fermée de la bibliothèque de Potsdam. Il comprend plus de 5 000 livres.

## Publications
- Deutsche Buchhändler. Deutsche Buchdrucker. Beiträge zu einer Firmengeschichte des deutschen Buchgewerbes. 6 Bände, Franz Weber, Berlin 1902–1908 (Band 6 im Verlag von Rudolf Schmidt, Eberswalde 1908) (Digitalisat); Nachdruck in einem Band: Olms, Hildesheim 1979,  (ISBN 3-487-06943-1).
- Christian Samuel Ulrichs Beschreibung der Stadt Wriezen. Neu hrsg. von Rudolf Schmidt. Settekorn, Wriezen 1910.
- Chorin Kloster und Amt. Ein Beitrag zur Heimatkunde. Verlag von Rudolf Schmidt, Eberswalde 1909.
- Eberswalder Wander-Buch. Verlag von Aug. Arendt 1924.
- 6 Höhendörfer im Kreise Oberbarnim: zur Heimatgeschichte von Trampe, Klobbicke, Tuchen, Heckelberg, Freudenberg, Beiersdorf. Kreisausschuß des Kreises Oberbarnim, Bad Freienwalde (Oder) 1926, urn:nbn:de:kobv:517-vlib-8998.
- Zur Geschichte unserer heimischen jüdischen Gemeinden. Verlag von Rudolf Schmidt, Eberswalde 1929.
- Der Finowkanal. Zur Geschichte seiner Entwicklung (= Mitteilungen des Vereins für Heimatkunde zu Eberswalde e. V., 11. Jg. 1938).
- Geschichte des Geschlechts von Buch. Im Dienste für Volk und Staat. 700 Jahre Hüter der Scholle. Lebensbilder und Heimatgeschichte. Im Auftrag des Familienverbandes. 2 Bände. Verlagsgesellschaft Müller, Eberswalde 1939 und 1940.
- Geschichte der Stadt Eberswalde. Verlagsgesellschaft Müller, Eberswalde
  - Volume 1: Bis 1740, 1939.
  - Volume 2: 1740–1940, 1941.
  - Nachdruck: Eberswalde 1992 (Volume 1) et 1994 (Volume 2).
- Geschichte der Stadt Biesenthal. 2. Auflage. Verlagsgesellschaft Müller, Eberswalde 1941.
- Oberbarnimer Heimatbücher. 16. Bände. Freienwalde 1924–1934.